# 安福清
安福清（1951年—），辽宁台安人，汉族，中华人民共和国政治人物、第十一届全国人民代表大会黑龙江地区代表。
毕业于黑龙江省委党校法律专业，是中共党员。担任黑河市人大常委会副主任。2008年起担任全国人大代表。